# Michal Faško
Michal Faško (Brezno, 24 agosto 1994) è un calciatore slovacco, centrocampista dell'FC Košice.

## Caratteristiche tecniche
È un mediano.

## NOte
1. ↑  11 (1) se si comprendono le presenze nei play-out.
2. ↑  41 (9) se si comprendono le presenze nei play-out.
3. ↑  27 (7) se si comprendono le presenze nei play-out.